# 黄烷酮醇

黄烷酮醇各个碳原子的编号

黄烷酮醇（英語：flavanonols，也叫做3-羟基烷酮  或2,3-二氢黄酮醇 ，二氢黄酮醇 dihydroflavonol）是一大类以 3-羟基-2,3-二氢-2-苯基色原酮-4-酮（IUPAC名）为骨架的黄酮类化合物。
黄烷酮醇的例子包括：
- 花旗松素 taxifolin（或称为：二氢槲皮素 Dihydroquercetin）
- 香橙素 Aromadedrin（或称为：二氢山奈酚 Dihydrokaempferol）

## 代谢
涉及生物体内黄烷酮醇的代谢的酶有
- 黄酮醇3-双加氧酶
- 黄酮醇合酶
- 黄烷酮醇4-还原酶

## 苷类
黄药大头茶（Gordonia chrysandra ）的根部存在一些黄烷酮醇的苷类衍生物（chrysandroside A和chrysandroside B）。一些谷精草科植物（如Paepalanthus argenteus）的叶子中可提纯一种黄烷酮醇C-苷类物质Xeractinol。
光滑菝葜（Smilax glabra ）的根茎（土茯苓）中也鉴定出多种黄烷酮醇苷类衍生物（如astilbin、neoastilbin、isoastilbin、neoisoastilbin等）。